# Grandes Lagos Africanos
Os Grandes Lagos Africanos são um conjunto grandes  lagos de origem tectónica, localizados na África oriental, que incluem alguns dos lagos mais profundos do mundo. A maior parte destes lagos foi formada há cerca de 35 milhões de anos no Rifte Albertino — um dos ramos da formação geológica Grande Vale do Rifte —, que abrange a Etiópia, Quénia, Tanzânia, Uganda, Ruanda, Burundi, República Democrática do Congo, Zâmbia, Maláui e Moçambique.
Juntos, compõem um dos ecossistemas aquáticos mais importantes do mundo em termos de serviços ecossistémicos, biodiversidade e ciclagem do carbono.
São os seguintes os Grandes Lagos Africanos (de sul para norte):
- Lago Niassa ou Maláui, partilhado por Moçambique, Maláui e Tanzânia;
- Lago Tanganica, que faz a fronteira entre a República Democrática do Congo, Zâmbia, a Tanzânia e o Burundi;
- Lago Quivu, que separa o Ruanda e República Democrática do Congo;
- Lago Eduardo e Lago Alberto, que separam o Uganda da República Democrática do Congo;
- Lago Vitória, que é o maior de todos, encontra-se entre o Rifte Albertino e o Rifte Africano Oriental e é partilhado pelo Quénia, Uganda e Tanzânia; e
- Lago Turcana (antigo Lago Rodolfo), partilhado mais de 90% no Quénia e o restante ao sul da Etiópia, que o único grande lago africano no Rifte Africano Oriental.

Os lagos Vitória, Alberto e Eduardo vertem suas águas no rio Nilo Branco. O lago Tanganica e o lago Quivu desaguam no rio Congo, enquanto que o lago Niassa deságua no rio Zambeze. O lago Turcana (Rudolfo) é endorreico.
Além dos citados, incluem-se no grupo os lagos Bangweulu, Mueru, Rukwa, Kyoga, Eyasi e Natron.